# Na Žerinjah
‎Na Žerinjah je roman, delo Janka Kersnika, ki je prvič izšel leta 1876. Roman je nastal v času prijateljevanja z Josipom Jurčičem.